# Xã Nordland, Quận Marshall, Nam Dakota
Xã Nordland (tiếng Anh: Nordland Township) là một xã thuộc quận Marshall, tiểu bang Nam Dakota, Hoa Kỳ. Năm 2010, dân số của xã này là 19 người.